# Shinyanga (Distrikt)
Shinyanga ist ein Distrikt der Region Shinyanga in Tansania mit dem Verwaltungszentrum in der Stadt Shinyanga. Der Distrikt grenzt im Norden an die Region Mwanza, im Osten an die Distrikte Kihapu und Shinyanga (MC), im Süden an die Region Tabora und im Westen an den Distrikt Kahama.

## Geographie
Der Distrikt hat eine Größe von 4212 Quadratkilometer und 468.611 Einwohner (Volkszählung 2022). Das Land liegt auf einem Hochplateau in etwa 1000 Meter über dem Meer. Im Süden ist es gebirgig und steigt bis 1500 Meter an. Das Klima ist tropisch, Aw nach der effektiven Klimaklassifikation. Die Monate Juni bis September sind sehr trocken, die Regenzeit dauert von Mitte Oktober bis Ende Mai, im Jahresschnitt fallen 450 bis 990 Millimeter Niederschlag. Die kühlste Zeit ist im Juli, am wärmsten ist es im Oktober, die Jahresdurchschnittstemperatur liegt bei 24 Grad Celsius.

## Geschichte
Der Name Shinyanga stammt von einem großen Baum, der von den Einheimischen „Inyanga“ genannt wurde. Der Distrikt wurde im Jahr 1984 eingerichtet.

## Verwaltungsgliederung
Der Distrikt besteht aus dem Wahlkreis (Jimbo) Solwa und aus 26 Bezirken (Kata):
- Didia
- Bukene
- Imesela
- Ilola
- Itwangi
- Iselamagazi
- Lyabukande
- Lyabusalu
- Lyamidati
- Mwakitolyo
- Masengwa
- Mwamala
- Mwalukwa
- Mwantini
- Mwenge
- Nsalala
- Nyamalogo
- Pandagichiza
- Nyida
- Salawe
- Puni
- Solwa
- Samuye
- Tinde
- Usanda
- Usule

| Die Einwohner gehören größtenteils der Ethnie der Sukuma an. Die Bevölkerungszahl stieg von 212.847 im Jahr 1988 auf 276.393 bei der Volkszählung 2002 und weiter auf 334.417 im Jahr 2012. Von 2002 bis 2012 stieg die Alphabetisierungsrate der Über-Fünfzehnjährigen von 57 auf 63 Prozent, wobei der Großteil der Bevölkerung Swahili sprach. Die Grafik rechts zeigt den Vergleich mit dem Stadtbezirk Shinyanga (TC). Im Jahr 2022 lebten 468.611 Menschen in 79.706 Haushalten. Bevölkerungswachstum: \| Volkszählung \| Einwohner \| \| ------------ \| --------- \| \| 1988 \| 212.847 \| \| 2002 \| 276.393 \| \| 2012 \| 334.417 \| \| 2022 \| 468.611 \| | Hier fehlt eine Grafik, die leider im Moment aus technischen Gründen nicht angezeigt werden kann. Wir arbeiten daran! Shinyanga (TC) | Hier fehlt eine Grafik, die leider im Moment aus technischen Gründen nicht angezeigt werden kann. Wir arbeiten daran! Shinyanga |
| Volkszählung | Einwohner | |
| 1988 | 212.847 | |
| 2002 | 276.393 | |
| 2012 | 334.417 | |
| 2022 | 468.611 | |

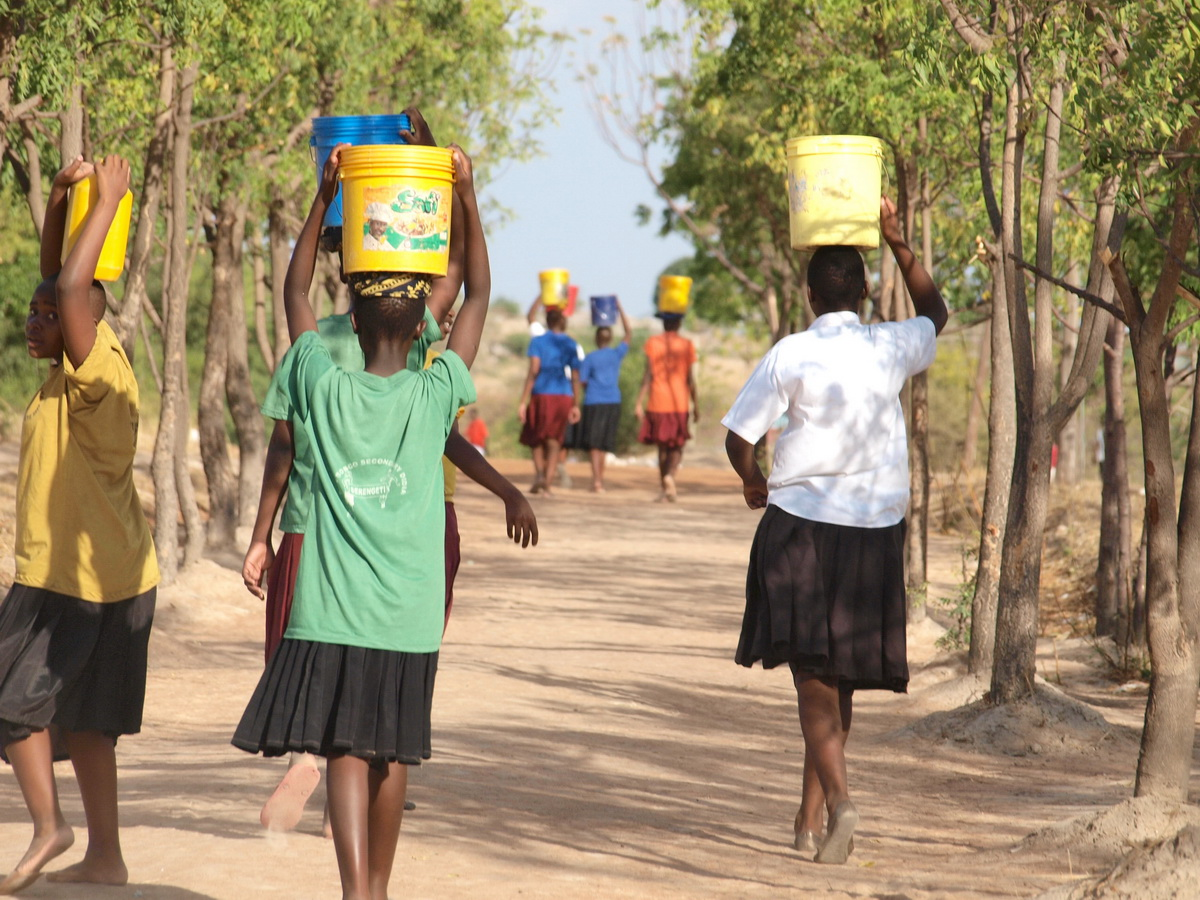
Frauen tragen das Wasser nach Hause

- Bildung: Im gesamten Distrikt gab es 130 Grundschulen und 26 weiterführende Schulen.[11]
- Gesundheit: Für die medizinische Betreuung der Bevölkerung stehen 4 Gesundheitszentren und 36 Apotheken zur Verfügung.[11]
- Wasser: Im Jahr 2012 hatten 40 Prozent der Bevölkerung Zugang zu sicherem und sauberem Wasser.[12]

## Wirtschaft und Infrastruktur
- Landwirtschaft: Die Landwirtschaft ist der mit Abstand wichtigste Wirtschaftszweig. Im Distrikt werden rund vierzig Prozent der Gesamtfläche für Ackerbau und fünfzig Prozent für Viehzucht verwendet.[13]
- Straße: Die wichtigste Straßenverbindung ist die Nationalstraße T8. Sie führt von Tabora über Nzega im Süden durch den Distrikt und die Hauptstadt Shinyanga nach Mwanza im Norden.[14]